# هرگز خیلی پیر نیست
هرگز خیلی پیر نیست (انگلیسی: Never Too Old) یک فیلم کمدی صامت کوتاه به کارگردانی آرتور هاتلینگ است که در سال ۱۹۱۴ منتشر شد. از بازیگران این فیلم می‌توان به اولیور هاردی اشاره کرد.